# 千石 (文京区)
千石（せんごく）は、東京都文京区の町名。現行行政地名は千石一丁目から千石四丁目。住居表示実施済区域。

## 地理

### 地価
住宅地の地価は、2025年（令和7年）1月1日の公示地価によれば、千石1-4-7の地点で105万円/m2、千石4-25-4の地点で122万円/m2となっている。

## 歴史
御三卿の一つ一橋徳川家より寄付された樹林地・千石緑地が史跡として残る（もともと一橋徳川家屋敷内）。武蔵野台地の先端部分である白山台地と指ヶ谷の境界。小さな森のような緑地には樹齢100年以上と推定される文京区内でも有数のムクノキの巨木がある。

### 地名の由来
以前からある歴史的な地名ではなく、1967年、住居表示実施に伴い、小石川北部の西丸町、大原町、林町、氷川下町、丸山町、（巣鴨）西原町、（巣鴨）西丸町などを合併して誕生。小石川植物園のそばを流れる千川（現在は暗渠）の千と、中山道の「せん」の読み、小石川の石からその名を採った。江東区の千石と同様に、石高の「千石」とは関係がない。

## 世帯数と人口
2025年（令和7年）3月1日現在（文京区発表）の世帯数と人口は以下の通りである。
| 丁目       | 世帯数     | 人口     |
| ---------- | ---------- | -------- |
| 千石一丁目 | 2,026世帯  | 4,073人  |
| 千石二丁目 | 2,305世帯  | 4,863人  |
| 千石三丁目 | 2,531世帯  | 4,942人  |
| 千石四丁目 | 3,702世帯  | 6,056人  |
| 計         | 10,564世帯 | 19,934人 |

### 人口の変遷
国勢調査による人口の推移。
| 年                 | 人口   |
| ------------------ | ------ |
| 1995年（平成7年）  | 15,687 |
| 2000年（平成12年） | 15,676 |
| 2005年（平成17年） | 16,375 |
| 2010年（平成22年） | 17,228 |
| 2015年（平成27年） | 18,312 |
| 2020年（令和2年）  | 20,074 |

### 世帯数の変遷
国勢調査による世帯数の推移。
| 年                 | 世帯数 |
| ------------------ | ------ |
| 1995年（平成7年）  | 7,054  |
| 2000年（平成12年） | 7,463  |
| 2005年（平成17年） | 8,004  |
| 2010年（平成22年） | 8,740  |
| 2015年（平成27年） | 9,472  |
| 2020年（令和2年）  | 10,534 |

## 学区
区立小・中学校に通う場合、学区は以下の通りとなる（2020年9月現在）。
| 丁目       | 番地 | 小学校               | 中学校             |
| ---------- | --- | -------------------- | ------------------ |
| 千石一丁目 | 4番 5番1〜7・15〜18号 5番10号（一部） 6番2〜16・23〜38号 7番                                                                                                   | 文京区立林町小学校   | 文京区立第十中学校 |
| 千石一丁目 | 15番5号、16番1〜8号 16番9号（一部） 17番13〜20号、19番12〜18号 20番1〜21号、21番 23〜30番                                                                      | 文京区立駕籠町小学校 | 文京区立第十中学校 |
| 千石一丁目 | 1〜3番 5番10号（一部） 5番11・14号 6番17〜21号、8〜14番 15番1〜3・6〜10号 16番9号（一部） 16番10〜16号 17番1〜6・10〜12号 18番、19番1〜11号 20番22〜26号、22番 | 文京区立明化小学校   | 文京区立第十中学校 |
| 千石二丁目 | 42番1〜10号、44番3〜20号 45〜46番 | 文京区立明化小学校   | 文京区立第十中学校 |
| 千石二丁目 | 7〜41番、42番11〜24号 43番、44番1・2号 | 文京区立林町小学校   | 文京区立第十中学校 |
| 千石二丁目 | 2番17号 | 文京区立林町小学校   | 文京区立第一中学校 |
| 千石二丁目 | 1番 2番（17号を除く） 3〜6番 | 文京区立大塚小学校   | 文京区立第一中学校 |
| 千石三丁目 | 1〜4番、5番1号 10〜13番、14番4号 15番16〜17・19・21号 | 文京区立大塚小学校   | 文京区立第一中学校 |
| 千石三丁目 | 9番4号 | 文京区立林町小学校   | 文京区立第一中学校 |
| 千石三丁目 | 5番（1号を除く） 6〜8番 9番（4号を除く） 14番5〜16号、15番2〜15号 16〜41番                                                                                     | 文京区立林町小学校   | 文京区立第十中学校 |
| 千石四丁目 | 1番1〜9・21〜23号 3〜35番 36番1〜7・18〜20号 | 文京区立林町小学校   | 文京区立第十中学校 |
| 千石四丁目 | 36番8〜9・11〜16号 39〜46番 | 文京区立駕籠町小学校 | 文京区立第十中学校 |
| 千石四丁目 | 1番10〜19号、2番 37〜38番 | 文京区立明化小学校   | 文京区立第十中学校 |

## 交通

### 鉄道
- 東京都交通局
  - 三田線：千石駅

### 道路
- 国道17号（白山通り）
- 東京都道301号白山祝田田町線
- 東京都道437号秋葉原雑司ヶ谷線（不忍通り）

## 事業所
2021年（令和3年）現在の経済センサス調査による事業所数と従業員数は以下の通りである。
| 丁目       | 事業所数  | 従業員数 |
| ---------- | --------- | -------- |
| 千石一丁目 | 119事業所 | 841人    |
| 千石二丁目 | 95事業所  | 531人    |
| 千石三丁目 | 82事業所  | 561人    |
| 千石四丁目 | 312事業所 | 2,170人  |
| 計         | 608事業所 | 4,103人  |

### 事業者数の変遷
経済センサスによる事業所数の推移。
| 年                 | 事業者数 |
| ------------------ | -------- |
| 2016年（平成28年） | 608      |
| 2021年（令和3年）  | 608      |

### 従業員数の変遷
経済センサスによる従業員数の推移。
| 年                 | 従業員数 |
| ------------------ | -------- |
| 2016年（平成28年） | 4,843    |
| 2021年（令和3年）  | 4,103    |

## 施設
- 大原地域活動センター
- 文京社会保険事務所
- 東洋女子高等学校
- 文京区立第十中学校
- 文京区立明化小学校
- 文京区立林町小学校
- 文京区立千石図書館
- 文京区立文京宮下公園
- 大相撲・伊勢ノ海部屋
- 太田胃散本社
- CQ出版本社[17]
- 千石電商本社
- 一行院

## その他

### 日本郵便
- 郵便番号 : 112-0011[3]（集配局 : 小石川郵便局[18]）。